# Gian Carlo Ferretti
Gian Carlo Cesare Giuseppe Ferretti (Pisa, 16 giugno 1930 – Milano, 9 dicembre 2022) è stato un critico letterario e storico italiano nel campo dell'editoria.

## Biografia e carriera
Dopo la maturità classica conseguita a Pontedera nel luglio 1948, ha studiato Lettere moderne all'Università di Pisa, dove è stato allievo di Luigi Russo. A Pisa ha cominciato anche l'attività giornalistica (sulle pagine di cronaca locale de Il Tirreno, quindi su Nuova Repubblica e altre riviste).
Nel 1952 si è laureato, discutendo la tesi Vincenzo Monti di fronte alla realtà quotidiana e storica, relatore Luigi Russo, il cui magistero ha lasciato una chiara eredità anche nei suoi lavori successivi per una tendenza alla storicizzazione dell'esperienza letteraria e alla considerazione degli elementi biografici, civili, storici come aspetti con cui il testo letterario va messo in relazione critica. A questa lezione originaria, si aggiungeranno nel tempo altri punti di riferimento ideale: Debenedetti, Fortini, Benjamin.
Nel 1953 si è trasferito a Milano, dove ha continuato a lavorare nel giornalismo, dapprima come redattore presso il Calendario del Popolo (1953-1955), quindi all'Unità (a partire dal 1956, dapprima sotto la direzione di Davide Lajolo, poi di Aldo Tortorella dal 1958 e di Mario Alicata dal 1962). Nello stesso 1953 si è iscritto al PCI.
Presso l'Unità, da giornalista pubblicista è diventato professionista e passato a occuparsi della terza pagina (capo servizio, Marcello Venturi), per diventarne responsabile dal 1958. Sulle pagine del quotidiano comunista ha pubblicato recensioni di critica letteraria, articoli e inchieste su temi come la lettura, i premi letterari, i best seller, i libri economici. Ha continuato a lungo a dedicarsi al giornalismo e all'editoria, prima come responsabile della pagina culturale dell’Unità e, dal 1982 al 1984, come direttore editoriale degli Editori Riuniti.
Nel corso degli anni Cinquanta-Sessanta, oltre all'impegno giornalistico, ha svolto attività critica e saggistica, con contributi meno legati all'attualità, su riviste come Belfagor, Società, Rinascita, Il Contemporaneo e altre. Tre saggi critici di maggior respiro su Bassani, Cassola e Pasolini costituirono la sua opera prima nel 1964 per i tipi degli Editori Riuniti con il titolo Letteratura e ideologia. In seguito, tra anni Settanta e Ottanta, porterà a termine numerosi studi, tra cui si segnalano quelli sull'industrializzazione dell'editoria, sul ruolo dell'intellettuale, e su autori e momenti specifici della letteratura contemporanea (come Volponi, il Neorealismo, Pasolini, Gadda). Ha ottenuto nel 1973 il VII Premio nazionale "Luigi Russo" per studi storico-critici di letteratura italiana.
Dopo l'abilitazione all'insegnamento di lingua e letteratura italiana, storia e geografia nelle scuole di istruzione secondaria dal 1966, dal 1970 ha svolto annualmente attività didattica come addetto alle esercitazioni per la cattedra di Storia della letteratura italiana moderna e contemporanea dell'Università degli Studi di Milano e, negli anni seguenti, con corsi dedicati soprattutto a Gadda, Fenoglio, Pasolini. Nel 1971 ha conseguito l'abilitazione alla libera docenza e negli anni successivi ha tenuto corsi universitari soprattutto sul romanzo come prodotto, la terza pagina, Sereni, Calvino. Nel 1987 è diventato professore ordinario di Letteratura italiana moderna e contemporanea alla Facoltà di Magistero della Sapienza - Università di Roma, diventata poi Università degli Studi Roma Tre. Ha insegnato fino al 2002 Letteratura italiana moderna e contemporanea e Storia dell’editoria novecentesca, tenendo, tra gli altri, corsi su Gadda, Officina, Pasolini, e Vittorini e Sereni intellettuali editori, oltre a corsi su Pasolini e la Storia del libro. Tra 2004 e 2009 ha tenuto all’Università degli Studi di Parma corsi a contratto di Letteratura italiana contemporanea e sistema editoriale. I suoi ultimi corsi sono stati tenuti al master in editoria dell'Università di Pavia-Collegio S. Caterina da Siena, collaborando anche al Laboratorio di editoria dell'Università Cattolica diretto da Roberto Cicala.
In ambito non accademico, dal 2009 ha tenuto un corso annuale sul “Lavoro editoriale” per operatori editoriali, bibliotecari e archivisti, organizzato dalla Scuola del libro di Roma. Agli anni dagli ultimi Settanta in poi risalgono numerosi studi complessivi sul sistema editoriale italiano e su singole figure di intellettuali-editori tra cui Elio Vittorini, Vittorio Sereni, Niccolò Gallo e Cesare Pavese.

## Produzione critica
La sua produzione saggistica si concentra nel campo della letteratura italiana soprattutto novecentesca e dell'editoria letteraria contemporanea. Dopo le monografie complete (per la prima volta in Italia) su Testori nel 1961, su Bassani, Cassola e Pasolini nel 1964, e su Volponi nel 1972, un suo saggio del 1975 segna la riscoperta della rivista Officina. Seguono gli studi sul problema del padre in Pasolini (1983), sul Calvino giornalista e saggista (1989), sul personaggio pubblico Pasolini (1995), e sul Volponi politico (1996), e il primo ritratto critico e biografico completo di Bianciardi (2000).
Ha pubblicato inoltre saggi sulle opere di Pavese, Vittorini, Calvino, Sereni, Roversi, Gadda, Brancati, Fenoglio, Debenedetti, Gallo, sul Neorealismo e sul Gruppo 63, e a Pasolini in particolare ha dedicato numerosi studi, testimonianze e cure di testi negli anni.
Ha interessi per l’editoria e per il mercato librari fin dagli anni Cinquanta-Sessanta, dapprima con interventi in quotidiani e periodici e quindi con numerosi studi monografici. Libro fondativo è Il mercato delle lettere nel 1979, seguito da Best seller all’italiana nel 1983. Nel 1989 ha ricostruito - per la prima volta in modo completo . la discussa vicenda editoriale del Gattopardo, il romanzo pubblicato postumo di Giuseppe Tomasi di Lampedusa, ripresa e sviluppata ulteriormente in un pamphlet del 2008. Ha svolto i primi studi in Italia sul problema dell’editore in Gramsci (1990) e sulle attività editoriali di Elio Vittorini (1992), Alberto Mondadori (1996), Italo Calvino (1997), Vittorio Sereni (1999), Vanni Scheiwiller (2009) e Giorgio Bassani (2011), quest'ultimo firmato assieme a Stefano Guerriero.
Ha scritto la prima Storia dell’editoria letteraria in Italia organica e completa, che prende in esame gli anni dal secondo Dopoguerra ai primi anni Duemila (2004), seguita da una Controstoria dell’editoria italiana attraverso i rifiuti (2012), dalle biografie di Alberto Mondadori (2011) e Giulio Einaudi (2013), da una storia dell'editoria letteraria novecentesca ripercorsa e raccontata attraverso le collane, scritta con Giulia Iannuzzi (2014). Con Stefano Guerriero ha elaborato e scritto anche la prima storia organica e completa dell’informazione letteraria in Italia (2010).
Nel 2010, in occasione del suo ottantesimo compleanno, organizzò, insieme alla Fondazione Arnoldo e Alberto Mondadori, un seminario di studi su alcuni protagonisti dell’editoria libraria che non erano mai stati studiati o comunque mai in modo completo, dal quale è scaturito nel 2012 il volume Protagonisti nell'ombra, da Ferretti curato. Pubblicò le ultime opere presso Interlinea edizioni: Il marchio dell’editore (quasi un testamento, la sintesi dei suoi interessi tra “Libri e carte, incontri e casi letterari”, come recita il sottotitolo), Pasolini personaggio, L’altra Italia del "Politecnico" di Vittorini, Un editore imprevedibile: Livio Garzanti.

## Opere

### Monografie
- Letteratura e ideologia. Bassani, Cassola, Pasolini, Roma, Editori riuniti, Nuova biblioteca di cultura 54, 1964 (Universale 50, 1974; 1976).
- La letteratura del rifiuto, Milano, Mursia, Civiltà letteraria del Novecento. Saggi 12, 1968 (La letteratura del rifiuto e altri scritti sulla crisi e trasformazione dei ruoli intellettuali, seconda edizione accresciuta, Milano, Mursia, Civiltà letteraria del Novecento. Saggi 12, 1981).
- L'autocritica dell'intellettuale, Padova, Marsilio, Interventi 6, 1970.
- Paolo Volponi, Firenze, La nuova Italia, Il Castoro 64, 1972 (1977).
- Introduzione al neorealismo. I narratori, a cura di Gian Carlo Ferretti, Roma, Editori riuniti, Strumenti per la ricerca interdisciplinare 7, 1974.
- “Officina”. Cultura, letteratura e politica negli anni cinquanta. Saggio introduttivo, antologia della rivista, testi inediti e apparati, Torino, Einaudi, Saggi 548, 1975.
- Pasolini. L'universo orrendo, Roma, Editori riuniti, Argomenti 54, 1976.
- Il mercato delle lettere. Industria culturale e lavoro critico in Italia dagli anni Cinquanta a oggi, Torino, Einaudi, Saggi 608, 1979 (nuova edizione insieme a Il mercato della lettura: Milano, Saggiatore, La cultura. Discussioni 12, 1994).
- Il best seller all'italiana. Fortune e formule del romanzo di “qualità”, Roma-Bari, Laterza, Saggi tascabili Laterza 89, 1983 (Milano, Masson, 1993).
- Ritratto di Gadda, Roma, Laterza, Universale Laterza 700, 1987.
- La fortuna letteraria, Pesaro, Transeuropa, Interventi di cultura letteraria, 1988.
- Le capre di Bikini. Calvino giornalista e saggista, 1945-1985, Roma, Editori riuniti, Nuova biblioteca di cultura 297, 1989.
- L'editore Vittorini, Torino, Einaudi, Piccola biblioteca Einaudi 574, 1992.
- Le avventure del lettore. Calvino, Ludmilla e gli altri, Lecce, Manni, Pretesti 31, 1997.
- L'infelicità della ragione nella vita e nell'opera di Vitaliano Brancati, Milano, Guerini e associati, Biblioteca letteraria 13, 1998.
- Poeta e di poeti funzionario. Il lavoro editoriale di Vittorio Sereni, Milano, Il saggiatore-Fondazione Arnoldo e Alberto Mondadori, 1999.
- La morte irridente. Ritratto critico di Luciano Bianciardi uomo giornalista traduttore scrittore, Lecce, Manni, Antifone 8, 2000.
- Una vita ben consumata. Memorie pubbliche e private di un ex comunista, Torino, Aragno, Minima moralia, 2001.
- Storia dell'editoria letteraria in Italia, 1945-2003, Torino, Einaudi, Piccola biblioteca Einaudi. Nuova serie 247, 2004 (2007).
- L'ultima intervista di Pasolini, con Furio Colombo, Roma, Avagliano, Le coccinelle 1, 2005.
- La lunga corsa del Gattopardo. Storia di un grande romanzo dal rifiuto al successo, rassegna della fortuna critica a cura di Stefano Guerriero, Torino, Nino Aragno, Zapping, 2008.
- Vanni Scheiwiller. Uomo intellettuale editore, repertorio di testi editi e inediti a cura di Andrea Amerio, Milano, Libri Scheiwiller, Testi e ricerche, 2009.
- Volponi personaggio di romanzo. Con tre testi inediti, con Emanuele Zinato, Lecce, Manni, Studi 130, 2009.
- Storia dell'informazione letteraria in Italia dalla terza pagina a Internet, 1925-2009, con Stefano Guerriero, Milano, Feltrinelli, 2010.
- Giorgio Bassani editore letterato, con Stefano Guerriero, Lecce, Manni, Studi 148, 2011.
- Siamo spiacenti. Controstoria dell'editoria italiana attraverso i rifiuti dal 1925 a oggi, Milano, Bruno Mondadori, Saggi Bruno Mondadori 2012.
- Storie di uomini e libri. L'editoria letteraria italiana attraverso le sue collane, con Giulia Iannuzzi, Roma, Minimum fax, Filigrana 55, 2014.
- Storia di un editor. Niccolò Gallo, Milano, Il Saggiatore-Fondazione Mondadori, 2015.
- L'editore Cesare Pavese, Torino, Einaudi, 2017.
- Il marchio dell'editore. Libri e carte, incontri e casi letterari, Novara, Interlinea, 2019.
- Un editore imprevedibile. Livio Garzanti, Novara, Interlinea, 2020.
- Pasolini personaggio. Un grande autore tra scandalo, persecuzione e successo, Novara, Interlinea, 2022.

### Saggi e articoli
In rivista
- Vincenzo Monti di fronte alla realtà quotidiana e storica, in "Belfagor. Rassegna di varia umanità", 1955, n. 10, pp. 150-162.
- Sulle cronache teatrali di Gramsci, Milano, Parenti, 1958 (estratto da "Società", 1958, anno 14, n. 2, pp. 264-294).
- Bassani, Cassola e l'antifascismo della generazione di mezzo, in "Il Contemporaneo", n. 12, 1959, pp. 24-50.
- Gli scritti giovanili nella formazione di Gramsci, Milano, Società, 1959 (estratto da "Società", 1959, anno 15, n. 2, pp. 308-324).
- Operai, piccoli borghesi in tre romanzi italiani. Il giardino dei Finzi Contini, in "Il contemporaneo. Settimanale di cultura", 1962, n. 46-47, pp. 39-48.
- Le contraddizioni originarie di Bassani, in "Belfagor", n. 2, 1964.
- Confessioni, esigenze e proposte di un critico marxista, Imola, P. Galeati, 1965 (già in "Rendiconti", 1965, n. 11-12).
- Il critico marxista alla ricerca di un interlocutore collettivo, in "Problemi", n. 17-18, 1969, pp. 783-786.
- La funzione dell'intellettuale, Palermo, G. B. Palumbo, 1971 (estratto da "Problemi", settembre-dicembre 1971, n. 29/30, pp. 1271-1275).
- Per chi si scrive per chi si gira, a cura di Gian Carlo Ferretti, Roma, Società gestioni editoriali, Studi monografici di Bianco e nero 13, 1972 (estratto da "Bianco e nero", 1972, fascicolo 5-6).
- Il prodotto culturale tra autonomia e socialità (estratto da "La critica sociologica", 1972, pp. 49-61).
- Il complesso del curatore, Firenze, Olschki, 1997 (estratto da "Belfagor", anno 52, n. 4, 31 luglio 1997).
- Minima personalia, Firenze, Olschki, 1999 (estratto da "Belfagor", anno 54, n. 319, gennaio 1999).
- Un ritratto di Cesare Pavese editore, in "L'Indice", gennaio 2009.
- Roberto Bonchio, in "La Fabbrica del Libro", n. 6, 2010.

In volume
- Il paesaggio delle lettere, in Profili dell'Italia repubblicana, di Giulio Carlo Argan et al., Roma, Editori riuniti, 1985, pp. 196-231).
- Le memorie del vecchio maresciallo. I fatti altrui del maresciallo, in Mario La Cava nella critica letteraria contemporanea, a cura di Pasquino Crupi, Reggio Calabria, Calabria oggi, 1991, pp. 95-96.
- Lucio Mastronardi, Il maestro di Vigevano, introduzione di Giovanni Tesio, in appendice scritti di Italo Calvino e Gian Carlo Ferretti, Torino, Einaudi, 1994 (2005; 2008).
- Intervista a Giancarlo Ferretti su Intellettuali, politica e mercato, in Il PCI e la costruzione di una cultura di massa. Letteratura, cinema e musica in Italia, 1956-1964, Dario Consiglio, Milano, UNICOPLI, Mappe dell'immaginario 13, 2006.

### Introduzioni e prefazioni
- Conversazione introduttiva, in Roberto Roversi, I diecimila cavalli, Roma, Editori riuniti, I David 1, 1976.
- Introduzione, in Gli scrittori e l'Unità. Antologia di racconti, 1945-1980, scelta a cura di Guido Vicario, Roma, L'Unità, 1983.
- Prefazione in Pier Paolo Pasolini, Il sogno del centauro, a cura di Jean Duflot, Roma, Editori riuniti, Universale 85, 1983 (traduzione di Les dernières paroles d'un impie, tr. Martine Schruoffeneger).
- Introduzione, in Dialogo con Pasolini. Scritti 1957-1984, a cura di Alberto Cadioli, Roma, L'Unità, 1985 (supplemento di Rinascita, n. 42, 9 novembre 1985).
- Prefazione, in 24 racconti, a cura di Alberto Cadioli, Roma, L'Unità, 1986 (allegato a Rinascita n. 9, 8 marzo 1986).
- Prefazione, in Dal poeta al suo partito. Antologia di poesie pubblicate su Rinascita, a cura di Alberto Cadioli, Roma, L'Unità, 1986 (supplemento a Rinascita, n. 36, 1986).
- Introduzione, in Dialogo com Pasolini. Escritos 1957-1984, traducao de Nordana Benetazz, Sao Paolo, Nova Stella, Belas Artes 1986.
- Presentazione, in Giuseppe Bonaviri, Lip to lip, Lecce, Manni, Mat 5, 1988.
- Introduzione, in La ferita dell'aprile, Vincenzo Consolo, Milano, Mondadori, Oscar oro 23, 1989 (Oscar narrativa, 1967; Oscar scrittori moderni 2013).
- Prefazione, in I dialoghi, Pier Paolo Pasolini, a cura di Giovanni Falaschi, Roma, Editori riuniti, I grandissimi 1992.
- Introduzione, in Il sogno del centauro, Pier Paolo Pasolini, a cura di Jean Duflot, Roma, Editori riuniti, I libelli 1993 (traduzione di Les dernières paroles d'un impie, tr. di Martine Schruoffeneger).
- Prefazione, in Le questioni del canone e del realismo. Due casi. Le terre del sacramento e Metello, Giovanni Ronchini, postfazione di Paolo Briganti, Reggio Emilia, Diabasis, Il castello di Atlante 27, 2007.
- Presentazione, in L'informazione letteraria nel web. Tra critica, dibattito, impegno e autori emergenti, Giulia Iannuzzi, Milano, Biblion, Centro studi Biblion 1, 2009.
- Prefazione, in "Fuori dal mondo" con Roberto Roversi, a cura di A. Antonaros, S. Jemma, A. Morino, Milano, Ennerre, 2013.

### Curatele
- L'Italia raccontata. Pagine scelte dal 1922 a oggi, raccordi storici e apparati biobibliografici di Alberto Cadioli, Roma, Bulzoni, Albatros, 1987.
- Clandestini, rimossi. Scrittori italiani fra gli anni Cinquanta e Settanta, Massimo Raffaeli, Francesco Scarabicchi, Ancona, Istituto Gramsci Marche, (I quaderni, Trimestrale dell'Istituto Gramsci Marche 11) 1995.
- Alberto Mondadori, Lettere di una vita, 1922-1975, a cura e con un saggio introduttivo di Gian Carlo Ferretti, Milano, Fondazione Arnoldo e Alberto Mondadori, Documenti, 1996.
- Protagonisti nell'ombra, Milano, UNICOPLI-Fondazione Arnoldo e Alberto Mondadori, L'Europa del libro 8, 2012.

Pier Paolo Pasolini
- Le belle bandiere. Dialoghi 1960-1965, Roma, Editori riuniti, I David 19, 1977 (I David 113, 1978; Universale economica 18).
- Il caos, Roma, Editori riuniti, I David 47, 1979 (I David 113, 1981; Universale economica 5, 1995; Il caso italiano 1999).
- (FR)  Dialogues en public 1960-1965, traduit de l'italien par Francois Dupuigrenet Desroussilles, Paris, Ed. du Sorbier, 1980.
- (ES)  Bellas bandieras, proemio de Valenti Gomez Olive, Barcelona, Planeta, Ensayo 21, 1982.
- Volgar'eloquio, prefazione e cura di Gian Carlo Ferretti, Roma, Editori riuniti, Biblioteca minima 1987.